# Sveriges kompani
Sveriges Kompani er en sang af Eddie Meduza. Sangen kan findes på singlen "Sveriges Kompani (Militärpolka)" og albummet West A Fool Away fra 1984.

## Tekst
Sangen skildrer militærpligten på en humoristisk måde, og studioversionen begynder med en skitse, hvor forloveden får et spørgsmål fra kaptajnen om, hvordan forloveden gør det i krigstid, hvis han ser en fjende. Fennrik svarer, at han først griber ham i nakken og derefter slår ham med knytnæven. Mens han forklarer det, udfører han det fysisk på kaptajnen, der derefter svarer til forloveden, at han får en uges orlov.

## Errol Norstedt i militæret
I motsætning til sangen var Norstedt kun i militæret i en uge, da han følte, at han ikke havde noget at gøre der.